# Festivalbar 1979 (compilation)
Festivalbar 1979 è una compilation di brani musicali famosi nel 1979, pubblicata nell'estate di quell'anno in concomitanza con l'edizione omonima del Festivalbar. La compilation era pubblicata dalla Polygram su etichetta Philips.

## Festivalbar '79

### Disco 1
1. Alan Sorrenti - Tu sei l'unica donna per me
2. Eugenio Finardi - 15 bambini
3. Loredana Bertè - E la luna bussò
4. Alunni del Sole - Tarantè
5. La Bottega dell'Arte - L'avventura
6. Pino Daniele - Je so' pazzo
7. Laura Luca - Ragazzo fragile
8. Sylvester - I Who Have Nothing
9. Walter Foini - Bella d'Agosto
10. Rockets - Electric Delight
11. Roberto Soffici - Dimenticare
12. Alberto Cheli - Cavalli alati
13. Mia Martini - Danza

### Disco 2
1. Patrick Juvet - Lady Night
2. Pooh - Io sono vivo
3. Gloria Gaynor - I Will Survive
4. Giants - Backdoor Man
5. Asha Puthli - The Whip
6. Beppe Cantarelli - Tocca a me
7. Le Orme - Fine di un viaggio
8. Demis Roussos - Il tocco dell'amore
9. Nada - Dolce più dolce
10. Faust'O - Oh Oh Oh
11. Leano Morelli - C'è mancato poco
12. Ann Steel - My Time
13. Toto Cutugno - Voglio l'anima

## Classifiche

### Festivalbar '79
| Classifica (1979)                     | Posizione |
| ------------------------------------- | --------- |
| Classifica degli album italiana       | 21        |
| Classifica di fine anno italiana 1979 | 78        |